# The Gauwailers
The Gauwailers ist eine oberpfälzerische Mundart-Reggaeband, die stilmäßig der Neuen Volksmusik zuzurechnen ist.

## Geschichte
Die Band wurde 2002 gegründet und ist im Regierungsbezirk Oberpfalz zuhause. Der Name ist ein Wortspiel aus dem Akronym GAU (größte anzunehmende Unfall) und der Reggaeband The Wailers, weshalb der zweite Teil des Namens englisch ausgesprochen wird. Die Assoziation mit dem Namen Peter Gauweiler stellvertretend für das CSU-regierte Bundesland Bayern wurde bewusst gewählt.
Lange Jahre trat die Band nur auf Szenefestivals und in Clubs in ganz Bayern auf, ohne die Songs auf Tonträgern zu veröffentlichen. Unter anderem waren The Gauwailers auch mehrfach in der Alten Mälzerei in Regensburg, im Schlachthof München und auf dem Tollwood-Festival in München zu sehen. Sie traten unter anderem bei Südwild und bei AliKhan.tv und zusammen mit dem befreundeten Hans Söllner auf.
2011 erschien der bis dahin wohl bekannteste Titel Pharisäer auf dem vierten Hart & Zart-Sampler des Regensburger Vereins MundArtAgeh Gesellschaft zur Förderung der bairischen Mundart in der zeitgenössischen Popularkultur e.V. 2012 wurde nach zehnjährigem Bandbestehen zusammen mit dem Musiker und Schriftsteller Roland „Golly“ Hertlein das Debütalbum aufgenommen.
Frontmann Michael Süllner, Grafiker und Illustrator, dokumentierte die Bandgeschichte in einem Bildband.

## Stil
Ihren Musikstil bezeichnet die Formation selbst als „bayerisch-jamaikanische Tanzmusik“. Die Texte sind politikkritisch.
Roland Biswurm von Bayern 2 kulturWelt rezensierte das Album Junkfood Kingdom mit den Worten: „… Nun haben The Gauwailers eine provozierende Scheibe vorgelegt. Natürlich erinnert dieser wilde Stilmix an die Wailers [...] Dann aber spielt der Gau eine Rolle - der größte anzunehmende Unfall, aber auch die Gegend zwischen Oberpfalz und Franken, der bayerische Jura. Und der Name eines bekannten Politikers. Die Texte sind so tiefsinnig wie die Musik zuweilen und die Gauwailers sind nichts weniger als eine Entdeckung.“

## Sonstiges
Schlagzeuger Wolfgang Lang spielte von 2006 bis 2011 auch bei der Britpop-Band the TurningOns.

## Diskografie

### Alben
- 2008: Liebe statt Zorn (Knopf)[8]
- 2012: Junkfood Kingdom (Magic Mango Music)[9]

### Kompilationen
- 2011: Pharisäer auf Hart & Zart, Vol. 4 (MundArtAgeh / Rough Trade Distribution)[10]